# Logfia
Logfia es un género de plantas con flores perteneciente a la familia de las asteráceas. Comprende 23 especies descritas y de estas, solo 6 aceptadas. Es originario de Estados Unidos.

## Taxonomía
El género fue descrito por  Alexandre Henri Gabriel de Cassini  y publicado en Bull. Sci. Soc. Philom. Paris 1819: 143. 1819[1819].

## Especies
A continuación se brinda un listado de las especies del género Logfia aceptadas hasta agosto de 2012, ordenadas alfabéticamente. Para cada una se indica el nombre binomial seguido del autor, abreviado según las convenciones y usos.
- Logfia aberrans (Wagenitz) Anderb.
- Logfia arizonica (A.Gray) Holub
- Logfia filaginoides (Hook. & Arn.) Morefield
- Logfia gallica (L.) Coss. & Germ.
- Logfia minima (Sm.) Dumort.
- Logfia paradoxa (Wagenitz) Anderb.